# Mistrzostwa Europy w Koszykówce Mężczyzn 1939
Mistrzostwa Europy w Koszykówce Mężczyzn 1939 – III turniej mistrzostw Europy w koszykówce mężczyzn w historii. Odbywał się od 21 do 28 maja 1939 roku w litewskim Kownie, w specjalnie wybudowanej na te mistrzostwa hali sportowej (Kauno sporto halė).

## Medale
| Złote | Srebrne | Brązowe |
| Litwa | Łotwa   | Polska  |

## Wyniki

### Tabela
| Msc | Zespół    | Pkt | Wyg. | Prz. | Rz  | Str | stosunek |
| --- | --------- | --- | ---- | ---- | --- | --- | -------- |
|     | Litwa     | 14  | 7    | 0    | 396 | 137 | +259     |
|     | Łotwa     | 12  | 5    | 2    | 353 | 163 | +190     |
|     | Polska    | 12  | 5    | 2    | 242 | 216 | +26      |
| 4   | Francja   | 11  | 4    | 3    | 265 | 216 | +49      |
| 5   | Estonia   | 11  | 4    | 3    | 286 | 167 | +119     |
| 6   | Włochy    | 9   | 2    | 5    | 225 | 216 | +9       |
| 7   | Węgry     | 8   | 1    | 6    | 162 | 343 | -181     |
| 8   | Finlandia | 7   | 0    | 7    | 70  | 541 | -471     |

### Rezultaty
| Francja | 76 – 11 | Finlandia |
| Polska  | 35 – 31 | Estonia   |
| Włochy  | 39 – 21 | Węgry     |
| Litwa   | 37 – 36 | Łotwa     |
| Polska  | 38 – 36 | Francja   |
| Włochy  | 63 – 13 | Finlandia |
| Litwa   | 33 – 14 | Estonia   |
| Łotwa   | 58 – 24 | Węgry     |
| Francja | 31 – 24 | Włochy    |
| Litwa   | 46 – 18 | Polska    |
| Łotwa   | 108 – 7 | Finlandia |
| Estonia | 64 – 18 | Węgry     |
| Estonia | 91 – 1  | Finlandia |
| Polska  | 42 – 20 | Węgry     |
| Łotwa   | 38 – 23 | Włochy    |
| Litwa   | 48 – 18 | Francja   |
| Łotwa   | 45 – 26 | Francja   |
| Litwa   | 79 – 15 | Węgry     |
| Estonia | 29 – 22 | Włochy    |
| Polska  | 46 – 13 | Finlandia |
| Polska  | 43 – 27 | Włochy    |
| Francja | 45 – 19 | Węgry     |
| Litwa   | 112 – 9 | Finlandia |
| Estonia | 26 – 25 | Łotwa     |
| Litwa   | 41 – 27 | Włochy    |
| Węgry   | 45 – 16 | Finlandia |
| Francja | 33 – 31 | Estonia   |
| Łotwa   | 43 – 20 | Polska    |

## Składy
1. Litwa (Andrulis, Budriunas, Jurgela, Krauciunas, Lescinskas, Lubinas, Puzinauskas, Ruzgis)
2. Łotwa (Arenas, Graudinis, Grinberg, Justas, Maksis Kazaks, Krauklis, Laukevicas, Wiswaldis Melders, Smitas, Solowjow)
3. Polska (Bohdan Bartosiewicz, Jerzy Gregołajtys, Florian Grzechowiak, Zdzisław Kasprzak, Ewaryst Łój, Stanisław Pawłowski, Włodzimierz Pławczyk, Zbigniew Resich, Jerzy Rossudowski, Jarosław Śmigielski, Paweł Stok, trener: Walenty Kłyszejko)